# Ana Kobal (sciatrice 1983)
Ana Kobal (Žirovnica, 11 novembre 1983) è un'ex sciatrice alpina slovena.

## Biografia
Originaria di Blejska Dobrava di Jesenice e attiva in gare FIS dal dicembre del 1998, la Kobal esordì in Coppa Europa il 19 gennaio 2001 a Elbigenalp in slalom speciale e in Coppa del Mondo il 5 febbraio 2002 a Maribor nella medesima specialità, in entrambi i casi senza completare la prova. Nella stagione 2005-2006 ottenne i suoi tre podi di carriera in Coppa Europa, tutti terzi posti: il primo il 7 novembre a Bottrop in KO slalom, l'ultimo il 31 gennaio a La Plagne in slalom speciale.
Ai XX Giochi olimpici invernali di Torino 2006, sua unica presenza olimpica, si piazzò 25ª nello slalom speciale; in Coppa del Mondo ottenne il miglior piazzamento il 25 febbraio 2007 a Sierra Nevada in slalom speciale (20ª) e prese per l'ultima volta il via il 9 dicembre dello stesso anno ad Aspen nella medesima specialità, senza completare la prova. Si ritirò durante la stagione 2008-2009 e la sua ultima gara fu lo slalom speciale dei Campionati bosniaci 2009, disputato il 1º febbraio a Sarajevo Bjelašnica e chiuso dalla Kobal al 6º posto.

## Palmarès

### Coppa del Mondo
- Miglior piazzamento in classifica generale: 104ª nel 2007

### Coppa Europa
- Miglior piazzamento in classifica generale: 29ª nel 2007
- 3 podi:
  - 3 terzi posti

#### Coppa Europa - gare a squadre
- 1 podio:
  - 1 secondo posto

### Campionati sloveni
- 5 medaglie:
  - 1 argento (slalom speciale nel 2003)
  - 4 bronzi (slalom speciale nel 2004; supergigante, slalom gigante, slalom speciale nel 2007)